# Callicostella laeviuscula
Callicostella laeviuscula är en bladmossart som beskrevs av Mitten 1879. Callicostella laeviuscula ingår i släktet Callicostella och familjen Hookeriaceae. Inga underarter finns listade i Catalogue of Life.